# Idiops lacustris
Idiops lacustris is een spinnensoort uit de familie van de valdeurspinnen (Idiopidae).
De wetenschappelijke naam van de soort werd in 1897 als Acanthodon lacustris gepubliceerd door Reginald Innes Pocock.